# IC 4218
IC 4218 је спирална галаксија у сазвјежђу Дјевица која се налази на листи објеката дубоког неба у Индекс каталогу.
Деклинација објекта је - 2° 15' 43" а ректасцензија 13h 17m 3,4s. Привидна величина (магнитуда) објекта IC 4218 износи 13,6 а фотографска магнитуда 14,5. IC 4218 је још познат и под ознакама UGC 8348, MCG 0-34-22, CGCG 16-39, PGC 46254.